# United Microelectronics Corporation

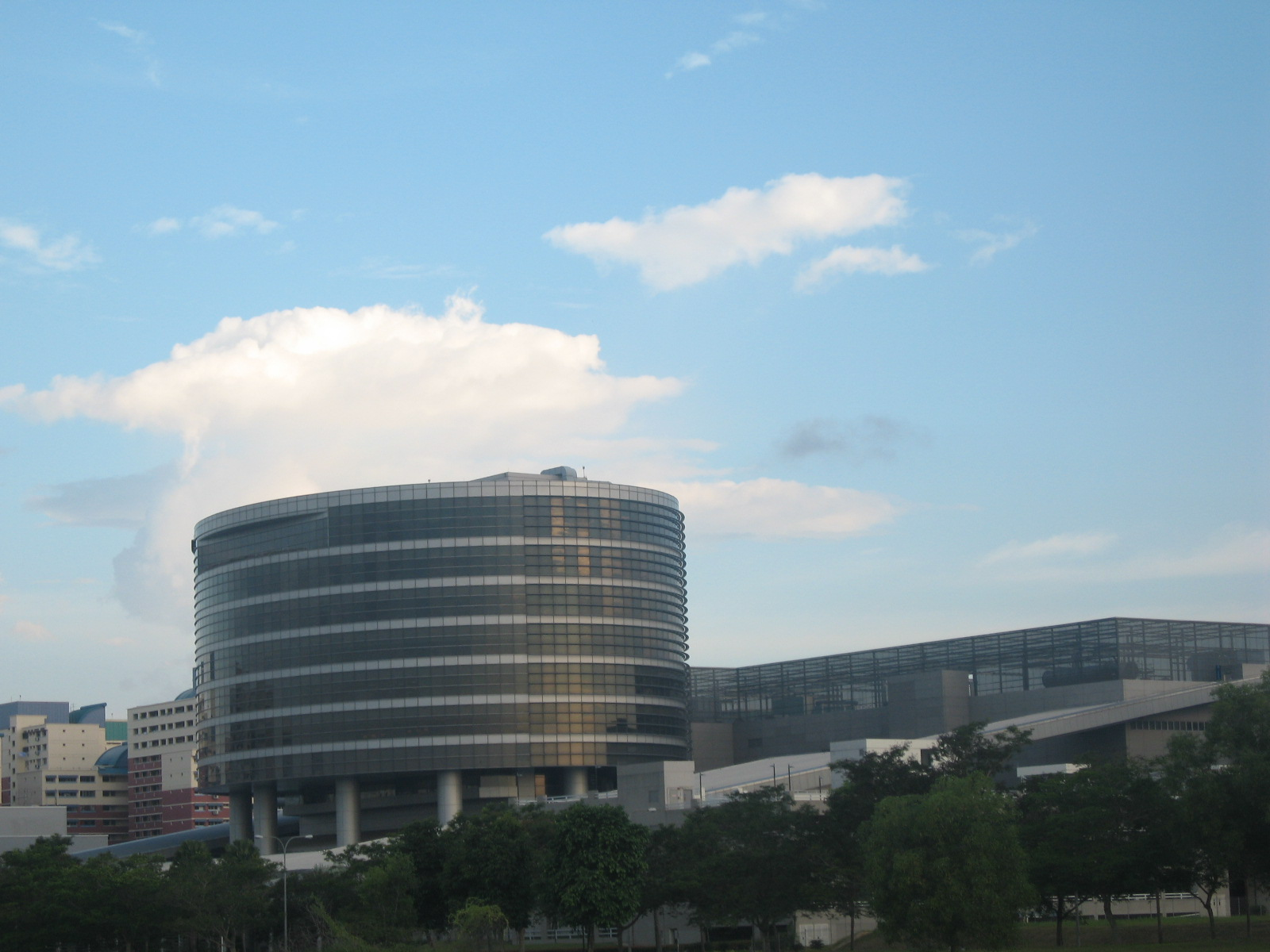
UMC:s kontor i Singapore

United Microelectronics Corporation är en oberoende tillverkare av integrerade kretsar från Taiwan. Företaget grundades år 1980.